# Элкский повет
Элкский повет (пол. Powiat ełcki) — повет (район) в Польше, входит как административная единица в Варминьско-Мазурское воеводство. Центр повета — город Элк. Занимает площадь 1111,87 км². Население — 90 080 человек (на 31 декабря 2015 года).

## Административное деление
- города: Элк
- городские гмины: Элк
- сельские гмины: Гмина Элк, Гмина Калиново, Гмина Простки, Гмина Старе-Юхи

## Демография
Население повета дано на 31 декабря 2015 года.
| Перепись            | Всего | Мужчины | Женщины |
| ------------------- | ----- | ------- | ------- |
| Всего               | 90080 | 44286   | 45794   |
| Городское население | 60462 | 29142   | 31320   |
| Сельское население  | 29618 | 15144   | 14474   |